# Красная Тымь
Кра́сная Тымь — село в Тымовском городском округе Сахалинской области России

## География
Село находится на берегу реки Каменка, на расстоянии 4 км к югу от посёлка городского типа Тымовское, административного центра округа.

## История
В советское время село являлось центральной усадьбой одноимённого совхоза.

## Население
| 1939 | 2002 | 2010 | 2013 | 2021 |
| ---- | ---- | ---- | ---- | ---- |
| 797  | ↘777 | ↘651 | ↘621 | ↘520 |

### Половой состав
Согласно результатам переписи 2002 года, в селе проживало 777 человек (385 мужчин и 392 женщины).

### Национальный состав
Согласно результатам переписи 2002 года, в национальной структуре населения русские составляли 89 % из 777 чел.

## Улицы
| - ул. Городская, - ул. Краснотымовская, - ул. Механическая, - ул. Новая, - ул. Прокофьева, | - ул. Советская, - пер. Школьный, - ул. Шоссейная, - ул. Юбилейная, - ул. Южная. |